# Montevideo
Montevideo – największe miasto, stolica oraz główny port Urugwaju. Według spisu z 2011 roku liczy 1 319 108 mieszkańców i posiada powierzchnię 201 km². Jest najbardziej wysuniętą na południe stolicą obu Ameryk. Montevideo znajduje się na południowym wybrzeżu kraju, na północno-wschodnim brzegu La Platy.
Miejscowość została założona w 1726 roku przez Bruno Mauricio de Zabalę jako strategiczny ruch w hiszpańsko-portugalskim sporze o Nizinę La Platy oraz jako opozycja dla portugalskiej wówczas kolonii Colonia del Sacramento. Od 1828 roku jest stolicą. Miasto było gospodarzem pierwszych Mistrzostw Świata w Piłce Nożnej. Miasto jest siedzibą Mercosur i Stowarzyszenia Integracji Latynoamerykańskiej.
Miasto zajmuje czołowe miejsce w rankingu najlepszych miast do życia w Ameryce Łacińskiej. Stanowi ośrodek administracyjny, gospodarczy, handlowy i kulturowy kraju. Rozwinął się tu przemysł: spożywczy (mięsny, tłuszczowy, cukrowniczy, młynarski), skórzany, włókienniczy, chemiczny, elektromaszynowy, rafineryjny. Siedziba uniwersytetu państwowego i katolickiego.

## Historia

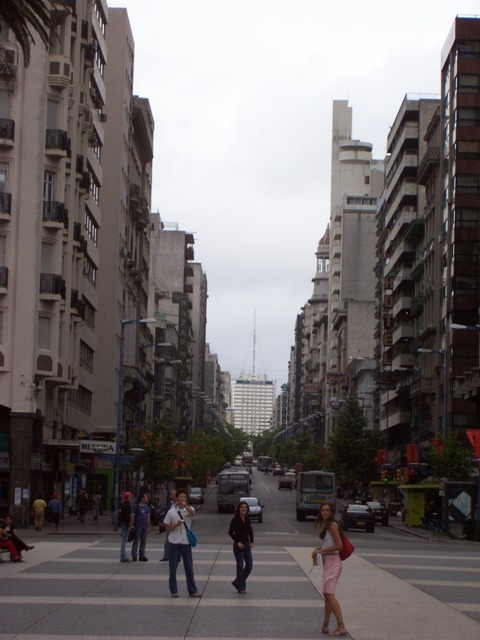
Centrum Montevideo

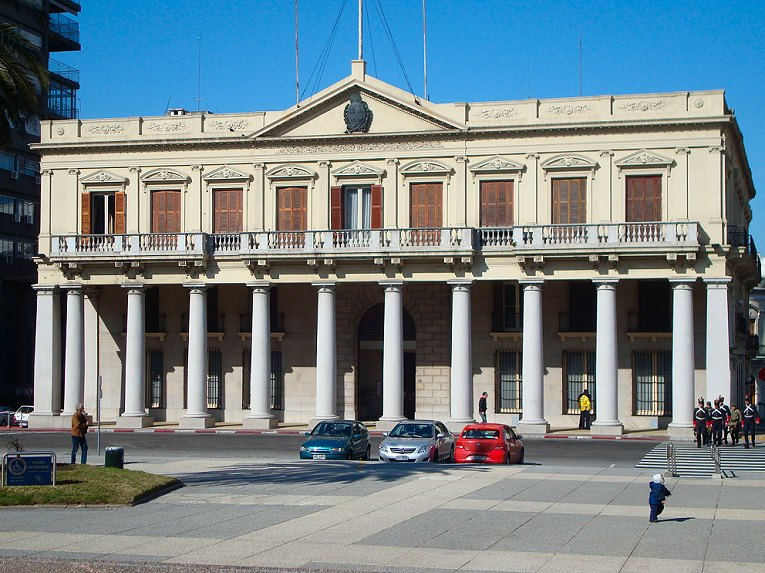
Palacio Estévez

Obszary obecnego Urugwaju zamieszkiwali w czasach prekolumbijskich Indianie
Charrúa. W 1516 hiszpański żeglarz
Juan Diaz de Solis dotarł do ujścia La Platy, jednak aż do lat 20. XVIII w. nie powstała tam żadna osada. Dopiero w 1726 Hiszpan Bruno Mauricio de Zabala utworzył na terenie obecnego Montevideo fort, mający chronić Hiszpanów na tych terytoriach.
Dzięki korzystnemu położeniu geograficznemu i strategicznemu miejsce to szybko zyskało na znaczeniu. Wzniesiono wówczas obiekty służące głównie celom militarnym, takie jak mury obronne, port oraz budynki marynarki wojennej. Wokół fortu zaczęło powstawać miasteczko, które początkowo nosiło nazwę La Ciudad de San Felipe y Santiago de Montevideo. Na jego rozwój zasadniczy wpływ miały najlepsze w regionie warunki geograficzne, m.in.: zatoka tworząca naturalny port, 132-metrowy szczyt Cerro de Montevideo (od którego nazwę przejęło miasto) stanowiący doskonały punkt obserwacyjny oraz półwysep, gdzie wzniesiono pierwsze zabudowania – obecnie najstarsza część miasta – La Ciudad Vieja. Przełomowym w historii miasta był rok 1778, kiedy wraz z królewskim dekretem o wolnym handlu, Montevideo weszło w okres gwałtownego wzrostu gospodarczego. Przerodziło się ono z bazy wojskowej w miasto handlowe i portowe. Mury obronne i inne zabudowania militarne rozebrano, mimo iż fort został symbolem miasta i widnieje w jego herbie.
Od początku w rozwoju Montevideo istotną rolę odgrywał port. Eksportowano stąd składowane w mieście produkty rolne, skóry i mięso. Wysyłano je głównie do Europy, z której zaczęli masowo przybywać imigranci. Do stolicy napływali także ludzie z mniejszych miast i osiedli wiejskich Urugwaju, co przyczyniło się do znacznego wzrostu ludności. Nastąpiła koncentracja krajowej gospodarki i ludności w jednym ośrodku miejskim, od którego rozwoju uzależnione było zagospodarowanie pozostałego terytorium.
Początek XIX wieku przyniósł załamanie handlu. W czasie walk o niepodległość Urugwaju miasto było oblegane w 1810 i 1812 przez Jose Gervasia Artigasa. Potem jego pozycji zagroziło wieloletnie oblężenie wojsk argentyńskiego dyktatora Juana Manuela de Rosasa, jednak po jego upadku w 1852 handel odżył. W 1825 Urugwaj proklamował niepodległość (uznaną przez Brazylię i Argentynę w 1828), lecz sytuacja w kraju była niestabilna, co wpłynęło na załamanie się handlu. XX wiek także nie przyniósł poprawy. Dwie wojny oraz liczne kryzysy polityczne doprowadziły do powszechnego zubożenia mieszkańców Montevideo. Do stolicy ściągała za chlebem ludność wiejska, część dzielnic zamieniła się w slumsy. Wprowadzenie demokratycznych rządów w latach 80. XX wieku spowodowało powolne odradzanie się nadwątlonej pozycji stolicy.

## Geografia

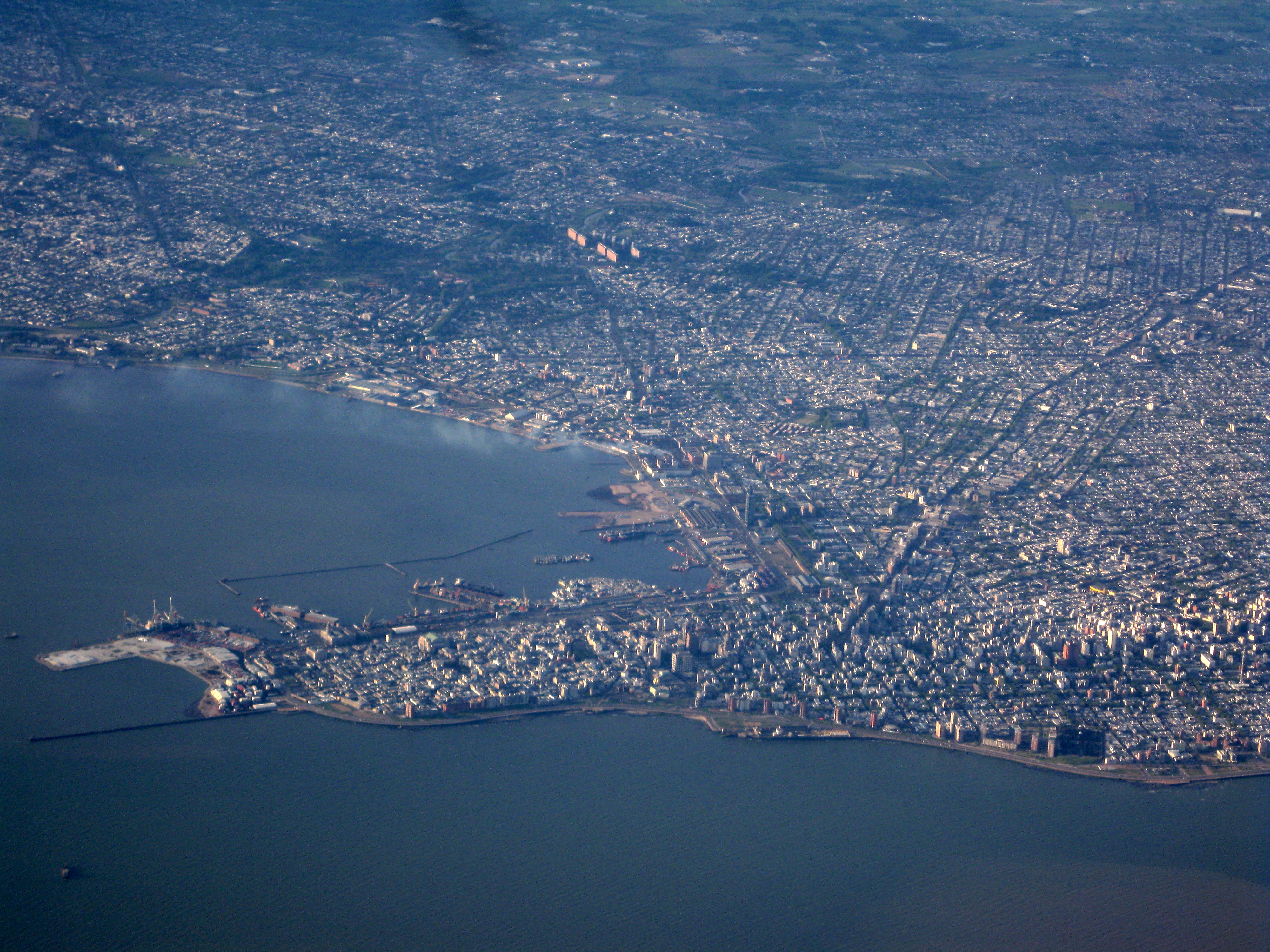
Montevideo z lotu ptaka

Montevideo leży na północnym brzegu estuarium La Platy, u jej ujścia do Oceanu Atlantyckiego. Rzeka Santa Lucía stanowi naturalną granicę pomiędzy miastem a departamentem San José na zachodzie. Granicę wschodnią, z departamentem Canelones, stanowi potok Carrasco. Stanowiące południową granicę wybrzeże Zatoki Montevideo składa się zarówno z plaż, jak i występów skalnych. Miasto przecinają również liczne mniejsze rzeki i strumienie. Ich wody, jak również wody zatoki, są silnie zanieczyszczone i zasolone.
Miasto leży na średniej wysokości 43 m n.p.m. Najwyższym punktem jest wzgórze Cerro de Montevideo o wysokości 134 m n.p.m., zwieńczone fortem Fortaleza del Cerro, drugim co do wysokości miejscem jest Cerrito de la Victoria.

## Podział administracyjny

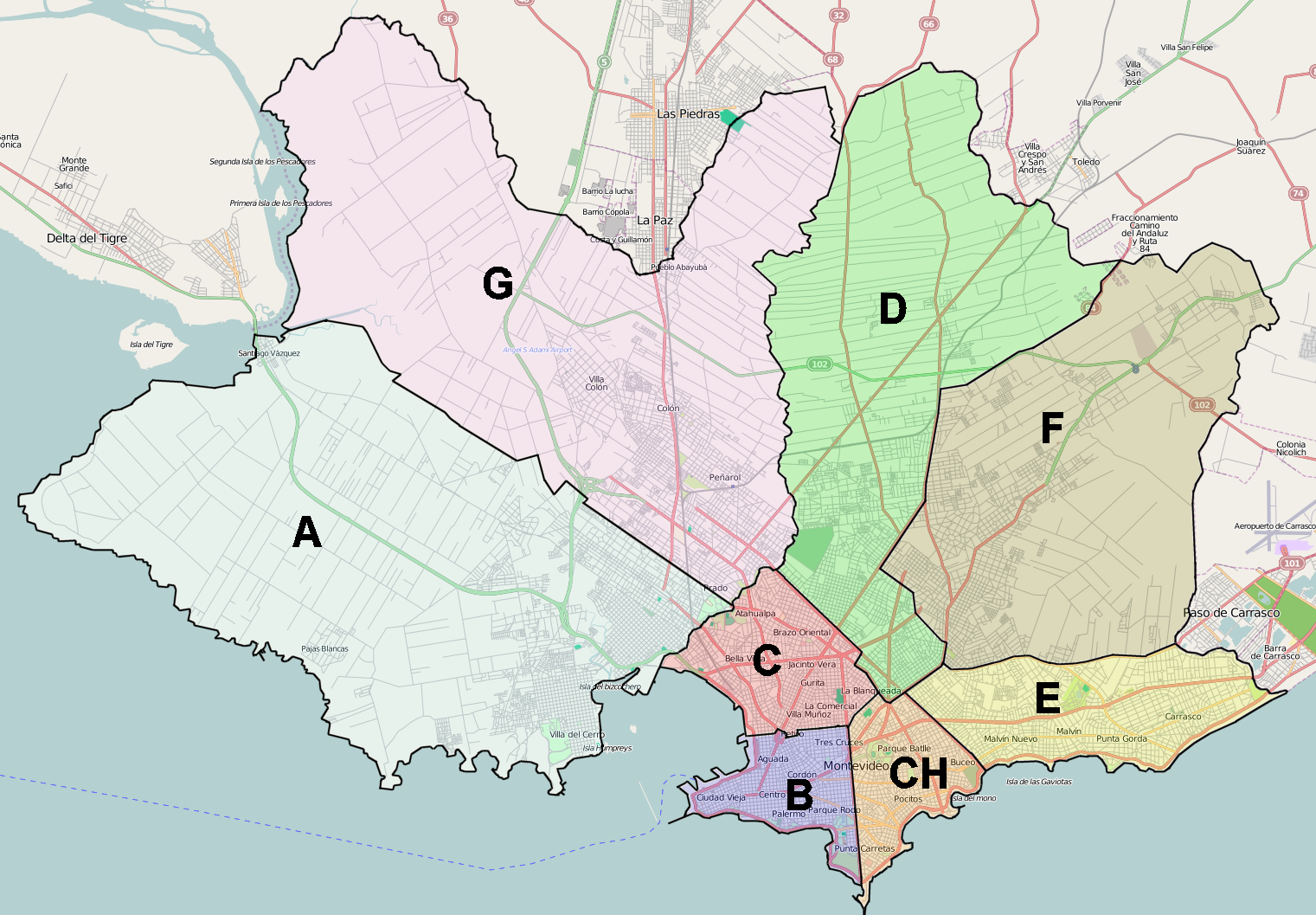
Podział administracyjny miasta na municipios

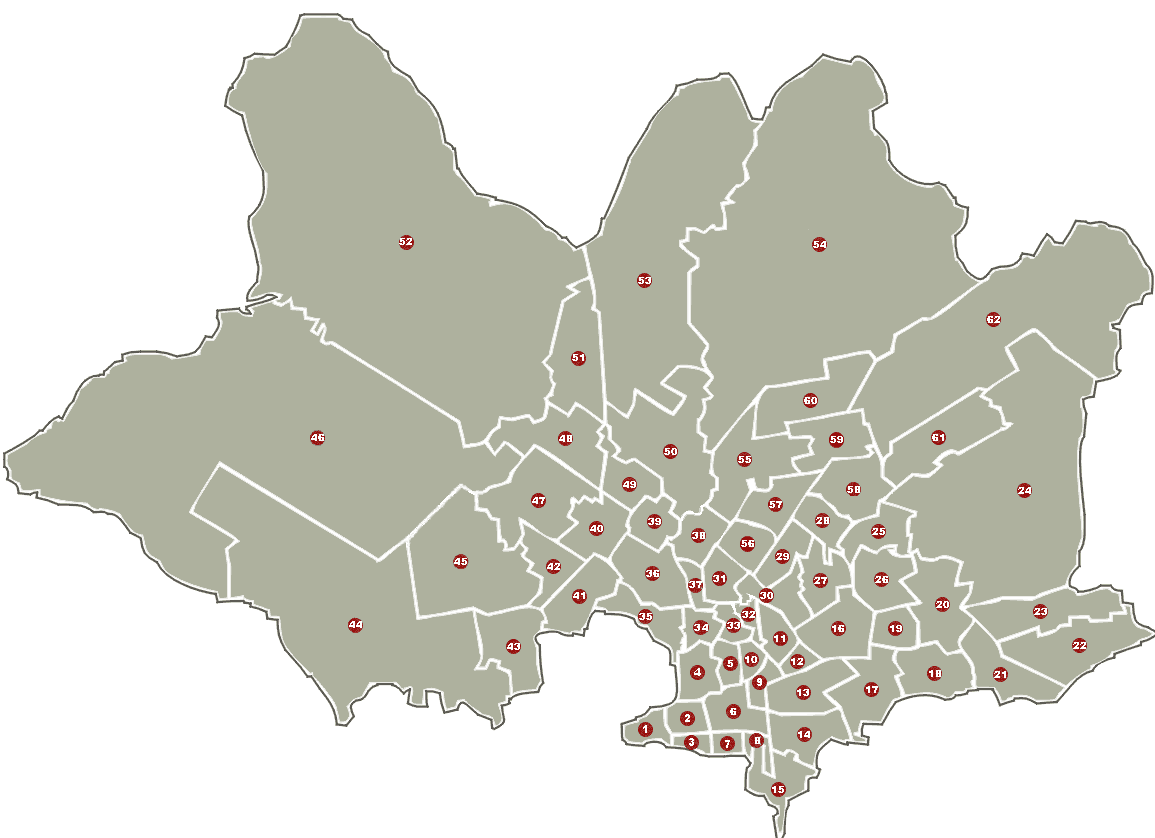
Podział administracyjny miasta na barrios

Od 2010 roku miasto jest podzielone na 8 municypiów (Municipos) oznaczonych literami od A do G (włącznie z dwuznakiem CH). Każde posiada własne władze wybierane w wyborach obejmujących mieszkańców danego municypia. Dużo istotniejszy jest jednak podział na 62 barrios (sąsiedztwo lub dzielnica), który przedstawia się następująco:

1. Ciudad Vieja
2. Centro
3. Barrio Sur
4. Aguada
5. Villa Muñoz, Goes, Retiro
6. Cordón
7. Palermo
8. Parque Rodó
9. Tres Cruces
10. La Comercial
11. Larrañaga
12. La Blanqueada
13. Parque Batlle – Villa Dolores
14. Pocitos
15. Punta Carretas
16. Unión
17. Buceo
18. Malvín
19. Malvín Norte
20. Las Canteras
21. Punta Gorda
22. Carrasco
23. Carrasco Norte
24. Bañados de Carrasco
25. Flor de Maroñas
26. Maroñas – Parque Guaraní
27. Villa Española
28. Ituzaingó
29. Castro (lub Pérez) Castellanos
30. Mercado Modelo – Bolívar
31. Brazo Oriental
32. Jacinto Vera
33. La Figurita
34. Reducto
35. Capurro – Bella Vista, Arroyo Seco
36. Prado – Nueva Savona
37. Atahualpa
38. Aires Puros
39. Paso de las Duranas
40. Belvedere
41. La Teja
42. Tres Ombúes – Pueblo Victoria
43. Villa del Cerro
44. Casabó – Pajas Blancas, Rincón del Cerro
45. La Paloma – Tomkinson
46. Paso de la Arena – Los Bulevares – Santiago Vázquez
47. Nuevo París
48. Conciliación
49. Sayago
50. Peñarol – Lavalleja
51. Colón Centro y Noroeste
52. Lezica – Melilla
53. Colón Sudeste – Abayubá
54. Manga – Toledo Chico
55. Casavalle, Barrio Borro
56. Cerrito de la Victoria
57. Las Acacias
58. Jardines del Hipódromo
59. Piedras Blancas
60. Manga
61. Punta de Rieles - Bella Italia
62. Villa García – Manga Rural

## Zabytki i atrakcje

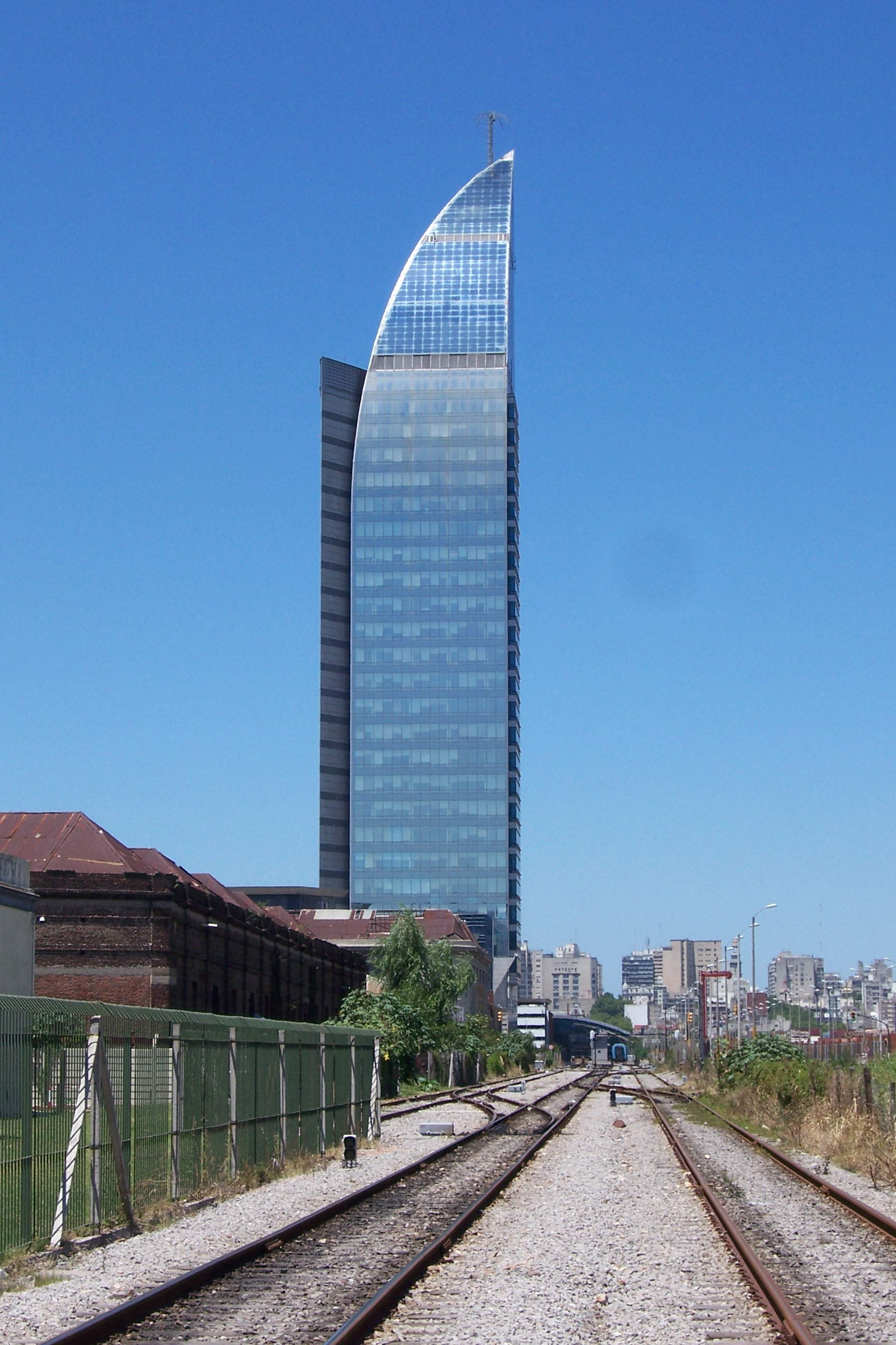
Najwyższy budynek Montevideo – Torre Antel

La Ciudad Vieja (Stare miasto), podobnie jak całe centrum Montevideo, ulegało licznym przebudowom i transformacjom. Obecnie przeszłość styka się tu z nowoczesnością, miejsca historyczne z najważniejszymi budynkami stolicy. Do najciekawszych zabytków tej części miasta należy m.in. teatr Solis, otwarty w 1856. Znajduje się tu najstarsza i najważniejsza sala w Montevideo. Pamiątką czasów kolonialnych jest La Puerta de la Ciudadela, będąca wejściem do części kolonialnej stolicy. Cytadela była najważniejszym bastionem obrony militarnej półwyspu. Usytuowana jest na Plaza Independencia (Placu Niepodległości) i łączy La Ciudad Vieja z centrum. Na placu wznosi się olbrzymia statua największego bohatera narodowego Urugwaju, Jose Gervasio Artigasa. W tej dzielnicy znajduje się także najstarszy budynek sakralny Montevideo – La Iglesia Martiz (katedra Najświętszej Marii Panny). W rejestrach tego kościoła figurują nazwiska najstarszych mieszkańców stolicy, można tu znaleźć m.in. datę chrztu Artigasa. Inne świątynie historyczne to np. kościół św. Franciszka z Asyżu, kościół Matki Bożej z Lourdes i św. Wincentego Pallottiego. Ważnym budynkiem jest też El Cabildo de Montevideo (ratusz), w którym od 1959 ma swoją siedzibę Miejskie Muzeum Historyczne. U stóp Calle Pérez Castellano wznosi się konstrukcja z kutego żelaza. Jest to Mercado del Puerto – portowa hala targowa z 1868. Znajdują się w niej restauracje, kawiarnie, sklepy z pamiątkami i wyrobami rzemiosła artystycznego. To także miejsce spotkań wielu artystów tworzących w Montevideo. El Cordón to strefa centralna Montevideo. Jej cechą charakterystyczną są szerokie, zielone aleje, pasaże i deptaki. To tutaj koncentruje się życie kulturalne miasta, znajdują się najważniejsze kina, teatry, a także lokale rozrywkowe. W strefie tej biegnie największa arteria stolicy – Avenida 18 de Julio (Aleja 18 Lipca), wzdłuż której wznoszą się ważne budynki kulturalne, jak Biblioteka Narodowa czy Universidad de la República (Uniwersytet Republiki).
Ciekawą dzielnicą jest Pocitos. Jej największa atrakcja to bulwar, który przebiega wzdłuż wybrzeża i łączy ze sobą liczne plaże. W ich sąsiedztwie ulokowały się kluby, restauracje i dyskoteki. Znajduje się tu także największe centrum handlowe stolicy.
Do najbardziej charakterystycznych miejsc należy niewątpliwie górujący nad miastem Cerro de Montevideo, doskonały punkt obserwacyjny. Na wzgórzu zlokalizowana jest piękna dzielnica mieszkaniowa, zamieszkana głównie przez imigrantów. Ponadto wznosi się tu forteca (Fortaleza del Cerro), która była ostatnim budynkiem hiszpańskim powstałym w Urugwaju, a od 1916 mieści się w niej Muzeum Militarne.

## Sport
W stolicy Urugwaju działa wiele klubów piłki nożnej występujących w najwyższej klasie rozgrywkowej Urugwaju: Boston River, CA Cerro, Danubio, Defensor Sporting, Fénix, La Luz, Liverpool, Montevideo City Torque, Montevideo Wanderers, Nacional, Peñarol, Racing Club de Montevideo, River Plate.
Futsal: Club Nacional de Futsal

## Miasta partnerskie
- Barcelona (Hiszpania)
- Bogotá (Kolumbia)
- Buenos Aires (Argentyna)
- Kadyks (Hiszpania)
- Kurytyba (Brazylia)
- La Plata (Argentyna)
- Miami (USA)
- Montevideo (USA)
- Qingdao (Chiny)
- Québec (Kanada)
- Rosario (Argentyna)
- Sankt Petersburg (Rosja)
- São Paulo (Brazylia)